# 2019冠狀病毒病澳門疫情之社區治療中心及社區門診專線
2019冠狀病毒病澳門疫情之社區治療中心及社區門診專線，官方名稱為新冠社區治療中心及社區門診巴士專線，前稱新冠社區治療中心巴士專線，是往返澳門各區域的接載點和位於澳門東亞運動會體育館A館內的社區治療中心。此服務由新型冠狀病毒感染應變協調中心開設和管理，由新福利和澳巴派出非營運車輛行駛。
2023年1月8日起，因應疫情過渡期結束在即，經評估感染者乘搭公共交通工具前往社區治療中心及社區門診的需求，以及配合社區門診運作的調整，新型冠狀病毒感染應變協調中心宣佈所有社區治療中心及社區門診專線暫停運作。

## 背景
2022年12月8日，在疫情記者會上，社會文化司司長歐陽瑜表示，特區政府近兩個月已積極準備疫情防控過渡期應對預案，待國家公佈新政策時，經過適當調整，特區政府將推行各項措施。其中適應過渡期措施包括推開設感染者社區門診。
2022年12月10日，教育及青年發展局局長龔志明在疫情記者會上表示，由同年12月12日起設八個接載點，提供巴士予檢測陽性、但未具條件自行前往社區治療中心即澳門蛋的居民乘搭。

## 沿革
- 2022年12月11日，新型冠狀病毒感染應變協調中心為方便感染者前往位於澳門蛋的社區治療中心就診，於12月12日及13日安排8個接載點的巴士專線，乘坐對象為對核酸單管檢測陽性或自測抗原陽性人士，且未具條件自行前往社區治療中心（澳門蛋）。其後將於12月14日增設更多接載點接送感染者到社區門診就診。[5][6][7][8][9]

- 2022年12月16日，巴士專線更名為“社區治療中心及社區門診專線”，乘坐對象為對核酸單管檢測陽性或自測抗原陽性人士，且未具條件自行前往社區治療中心（澳門蛋）及社區門診。原C01專線合併至C04專線，C03專線調整頭站開出站點。同日起所有專線由單向線調整為循環線，並新增C05和C06兩條專線往返社區門診。[10][11][12]

- 2022年12月19日，新增C07專線方便路環居民前往社區治療中心或社區門診就診，每1小時30分鐘一班，按時由頭站開出。[13][14][15]

- 2022年12月22日，新型冠狀病毒感染應變協調中心對C04及C06社區治療中心及社區門診巴士專線路線作調整。其中C04專線新增位於火船頭街粵通大廈及萬事發酒店對面的站點，C06專線調整由澳門蛋開出經石排灣社區往返澳門大學。[16][17]

- 2023年1月8日，因應疫情過渡期結束，所有路線結束營運。[18]

## 路線列表
| 社區治療中心及社區門診巴士專線 | 社區治療中心及社區門診巴士專線 | 社區治療中心及社區門診巴士專線 | 社區治療中心及社區門診巴士專線 |
| 實施日期                       | 路線                           | 途經地點 | 服務時間及班距                 |
| ------------------------------ | ------------------------------ | --- | ------------------------------ |
| 2022年 12月12日-15日           | C01                            | 1. 醫總青洲坊（白朗古將軍大馬路青怡大廈側）→ 2. 前澳門逸園賽狗場正門 → 3. 社區治療中心（澳門蛋） | 10:00-22:00 班距60分鐘         |
| 2022年12月12日- 2023年1月8日   | C02                            | 1. 澳門醫務界聯合總會綜合診所（南岸花園）→ 2. 氹仔三家村（近波爾圖街行人走廊）→ 3. 社區治療中心（澳門蛋） 4. 賽馬會 → 5. 澳門醫務界聯合總會綜合診所（南岸花園）                                                                                         | 10:00-22:00 班距60分鐘         |
| 2022年12月12日- 2023年1月8日   | C03                            | 1. 馬場東大馬路（黑沙環公園）→ 2. 東方明珠（黑沙環中街近君悅灣）→ 3. 科大醫院（近機場貨運站）→ 4. 社區治療中心（澳門蛋）→ 5. 科大醫院（機場大馬路）→ 6. 馬場東大馬路（黑沙環公園）                                                                      | 10:00-22:00 班距60分鐘         |
| 2022年12月12日- 2023年1月8日   | C04                            | 1. 白朗古將軍大馬路（青怡大廈側）→ 2. 火船頭街（萬事發酒店對面）→ 3. 海事工房 → 4. 奧林匹克運動場圓形地 （奧林匹克體育中心對面馬會旁）→ 5. 社區治療中心（澳門蛋）→ 6. 賽馬會 → 7. 海事工房 → 8. 火船頭街（粵通大廈）→ 9. 白朗古將軍大馬路（青怡大廈側） | 10:00-22:00 班距60分鐘         |
| 2022年12月16日- 2023年1月8日   | C05                            | 1. 澳門醫務界聯合總會綜合診所（南岸花園）→ 2. 山頂醫院急診大樓 → 3. 高園街旅遊巴上落客區 → 4. 澳門醫務界聯合總會綜合診所（南岸花園） | 10:00-22:00 班距60分鐘         |
| 2022年12月16日- 2023年1月8日   | C06                            | 1. 社區治療中心（澳門蛋）→ 2. 業興大馬路 → 3. 澳門大學（大學南）→ 4. 業興大馬路 → 5. 社區治療中心（澳門蛋） | 13:00-22:00 班距60分鐘         |
| 2022年12月19日- 2023年1月8日   | C07                            | 1. 社區治療中心（澳門蛋）→ 2. 九澳聖母馬路（九澳聖若瑟學校）→ 3. 賈梅士大馬路（海蘭花園）→ 4. 路環市區 → 5. 賈梅士大馬路（海蘭花園）→ 6. 九澳聖母馬路（九澳聖若瑟學校）→ 7. 社區治療中心（澳門蛋）                                                      | 13:00-19:00 班距90分鐘         |

## 運作情況
- 專線運作首日（2022年12月11日）大致暢順，其中C04社區治療中心專線首班車空車出站。[19][20]起初只有零星乘客，下午乘客漸多，整體運作暢順。[21]

- 翌日（2022年12月12日）上午10時許，在三家村接載點有四名人士侯車並安排乘坐C02社區治療中心巴士專線前往社區治療中心（澳門蛋）。[22]

## 外部連結
- 澳門特別行政區政府新型冠狀病毒感染應變協調中心疫情專頁 （页面存档备份，存于） - 疾病預防控制中心 (澳門)
- 澳門特別行政區政府新型冠狀病毒感染應變協調中心疫情專頁 （页面存档备份，存于）  - 疾病預防控制中心 (澳門)